# Archäologie-Museum Schloss Neuburg an der Donau
Das Archäologie-Museum Schloss Neuburg an der Donau ist ein archäologisches und naturkundliches Museum im oberbayerischen Neuburg an der Donau. Das Zweigmuseum der Archäologischen Staatssammlung München ist im Stadtschloss beheimatet. 
Schwerpunkte der Ausstellung waren 1987 bis 2020 die erdgeschichtliche Entwicklung sowie die Entwicklung der menschlichen Kultur. Glanzstücke der Ausstellung waren Fossilienfunde, Funde zu den Anfängen menschlichen Lebens in Süddeutschland und Grabfunde aus der Altsteinzeit bis in das Mittelalter.
Seit 2020 wird an einem neuen Konzept gearbeitet. Dessen Ziel ist eine komplett neue Ausstellung mit neuen Schwerpunkten. Ein Wiederöffnungstermin ist offen.